# Abbé Faria (De Graaf van Monte Cristo)

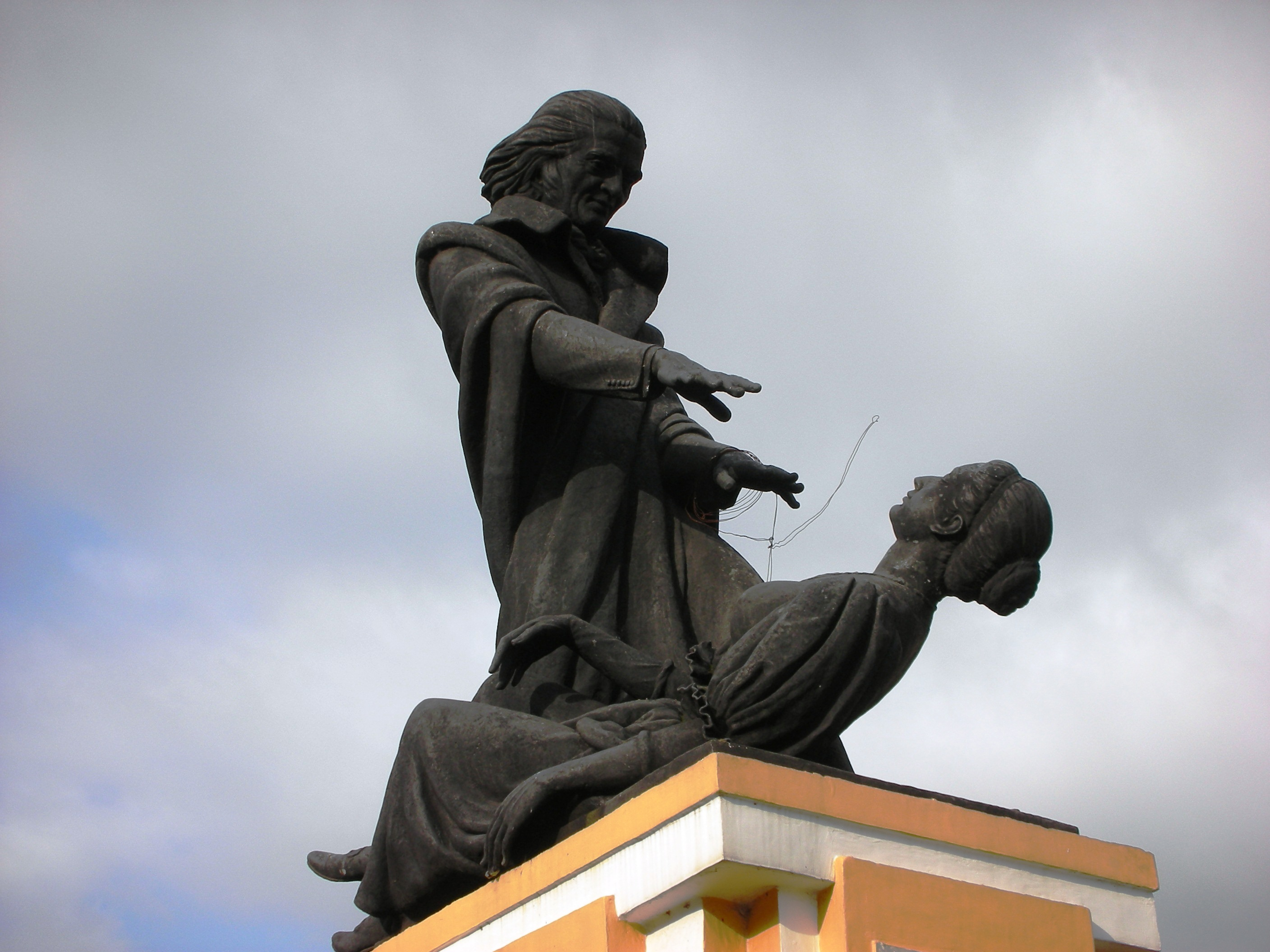
Standbeeld van José Custódio de Faria

Abbé Faria is een personage in de roman De Graaf van Monte Cristo (1844) van Alexandre Dumas.
Faria is geboren te Rome en is in zijn jonge jaren twintig jaar secretaris geweest van kardinaal Rospigliosi. Faria is een voormalig partijhoofd uit Italië. Faria is in 1811 te Piombino gearresteerd en heeft geen idee waarom hij in Château d'If zit. Hij zit in cachot nummer 27. Volgens de gevangenisdirecteur is Faria in 1813 krankzinnig geworden, want Faria biedt herhaaldelijk miljoenen aan voor zijn vrijlating.
Faria graaft al sinds 1811 een ondergrondse gang om te ontsnappen. Op een goede dag hoort Edmond Dantès dat er in de muur wordt gerommeld. Voor Dantès reden om weer fit te worden. Faria ontmoet Dantès doordat hij een fout in zijn berekening heeft gemaakt. In plaats van de buitenplaats, zit Faria nu in cachot nummer 34, het cachot van Dantès. Faria en Dantès sluiten vriendschap. Faria laat Dantès zien wat hij allemaal heeft gemaakt in zijn cel. Dit varieert van werktuigen tot inkt en kaarsen. Faria blijkt een kunstig man te zijn en bijzonder intelligent.

## De reden van Dantès' gevangenschap
Daarnaast wordt er gesproken over de arrestatie van Dantès. Faria hoort het verhaal over de brief die Villefort van een onbekende ontving en waarin Dantès beschuldigd werd. Dantès zegt dat het schrift naar links overhelde. Faria toont Dantès dat de brief door een rechtshandige met de linkerhand is geschreven. Voor Dantès is dit een openbaring. Voorts vraagt Faria verder over Fernando Mondego. Dantès legt de link met Fernando, Danglars en Gaspard Caderousse in het prieel te Marseille. Ook Villefort komt ter sprake. Faria vraagt vervolgens naar wie de brief van Napoleon moest worden gestuurd. Dat is Noirtier in Parijs.
Faria zegt een Noirtier gekend te hebben. Deze Noirtier was girondijn tijdens de revolutie. Faria doorziet nu de reden waarom Dantès gevangen is gezet. Noirtier is de vader van procureur Villefort. Teneinde de naam nimmer te noemen is Dantès door Villefort gevangengezet. Dantès is helemaal ontdaan door deze openbaring. 

## Faria's onderwijs
Faria treedt op als de surrogaatvader van Dantès en leert hem wat hij zelf weet op het gebied van economie, geschiedenis, wiskunde, scheikunde en talen. Faria bezit deze kennis doordat hij in Rome toegang had tot een bibliotheek van bijna vijfduizend delen. Hij heeft de boeken gelezen en herlezen en kende de delen uit zijn hoofd toen hij werd gearresteerd.
Dantès blijkt een snelle leerling te zijn en heeft al snel enkele talen onder de knie. Ondertussen wordt er doorgewerkt aan de tunnel. Echter, op een gegeven moment krijgt Faria een toeval. Hij roept Dantès en legt uit wat er gaat gebeuren. Hij sommeert Dantès een vloeistof te pakken en deze op de mond van Faria te laten druppelen als Faria in coma raakt.
Als Faria bijkomt merkt hij dat de aanval meer schade heeft toegebracht dan hij had gehoopt. Faria is gedeeltelijk verlamd en kan niet veel meer. Faria weet dat hij niet lang meer heeft te leven en besluit Dantès zijn geheim te vertellen waarvoor men hem in de gevangenis voor krankzinnige heeft versleten. Faria geeft Dantès een stuk papier dat voor de helft is verbrand. Er staan enkele regels op en een halve datum.

## Faria's voorgeschiedenis
Faria is vroeger de secretaris van Rospigliosi geweest. Deze kardinaal was bevriend met kardinaal Spada. Faria was kind aan huis bij Spada en maakte daar gebruik van de bibliotheek. De voorouders van Spada en Rospigliosa waren door de paus uitgenodigd om te dineren. De paus had geld nodig en Spada was rijk. Spada werd vergiftigd door de paus doch men kon zijn rijkdom niet vinden. Het laatste familielid, graaf Spada, klaagde over het feit dat zijn rang en inkomen niet overeenkwamen. Faria heeft getracht uit te zoeken waar de rijkdommen van de kardinaal Spada waren gebleven doch ook hij kon ze niet vinden. Pas in 1807, een maand voor de arrestatie van Faria te Italië en veertien dagen na de dood van de graaf, las Faria voor de zoveelste keer de documenten door. Aangezien het begon te schemeren, had Faria licht nodig. Hij herinnerde zich in het misboek een stuk oud papier te hebben gezien. Dit papier gebruikte Faria om de kaars aan te steken.
Tot zijn grote verbazing kwamen er geelachtige letters tevoorschijn. Iets meer dan een derde van het papier was verbrand. Faria heeft er vervolgens jaren over gedaan om de tekst te construeren en is daar uiteindelijk in geslaagd. De tekst was de sleutel naar de schat van Spada, maar doordat hij inmiddels gevangen zit, kan hij de schat niet opzoeken. De schat dateert van 25 april 1498 en is op het eiland Montecristo begraven. De stervende Faria openbaart het geheim. Volgens Faria ligt er ongeveer een schat ter waarde van 13 miljoen francs.

## Dantès' ontsnapping
Faria overlijdt uiteindelijk. Dantès verwisselt het lijk en gaat zelf in de lijkzak liggen. Pas nadat Dantès in zee is gesmeten, bemerkt men dat Faria er niet in lag. Dankzij de dood van Faria is Dantès nu vrij.

## José Custódio de Faria
Volgens sommigen is de fictieve Abbé Faria dezelfde persoon als José Custódio de Faria (1756-1819). De verschillen zijn echter groot. De historische Faria was een Portugees en overleed in Parijs. Er zijn geen indicaties dat hij ooit op Château d'If gevangen zat.